# 二锗化七锂
二锗化七锂是一种金属间化合物，化学式为Li7Ge2，是锂的锗化物之一。它属正交晶系，空间群Cmmm，晶胞参数 a=9.24 Å，b=13.21 Å，c=4.63 Å，Z=4。和同族的Li7Si2不同构。它可由锗和锂的电化学反应得到，或由锗和氢化锂的反应生成，此反应同时会产生Li9Ge4。